# 大沢温泉 (栃木県)
大沢温泉（おおさわおんせん）｢長寿の湯｣は、栃木県那須郡那須町（旧国下野国）にある温泉。那須湯本温泉と白河の中間の余笹川近辺に位置し、外観は美術館風、周辺は別荘、キャンプ場などが多数存在するため、シーズン中は別荘、キャンプ場からの利用者が多数訪れる。那須高原、那須温泉郷の喧騒から離れた穴場的な新しい温泉である。

## 泉質
- ナトリウム（塩化物・硫酸塩）温泉
  - 源泉温度 : 48℃

### 効能
- 疲労回復・健康増進・美肌効果・神経痛・筋肉痛・関節痛・五十肩

※注 : 効能はその効果を万人に保証するものではない　

## 温泉街
日帰り入浴可能な宿泊施設ラフォンテがある。露天風呂を大沢温泉｢長寿の湯｣、ジャグジーなどを備えた内風呂をラフォンテと言っている。内風呂から露天風呂へは目隠しはあるが数十メートルの距離がある。

## アクセス
- 鉄道：宇都宮線黒磯駅よりタクシー約25分。
- 車：東北自動車道那須ICより約20分。